# Sköldkörtelhormonreceptorer
Sköldkörtelhormonreceptorer eller tyreoideahormonreceptorer, är en grupp kärnreceptorer i ryggradsdjurs vävnader som binder till sig tyreoideahormoner. Receptorerna är därför mycket viktiga för ämnesomsättningen och fosterutvecklingen.
De flesta sköldkörtelhormonreceptorer finns i cellkärnor och de förekommer i de flesta av kroppens celler. Tyreoideahormonerna kan nå fram till receptorerna genom cellmembranet eftersom de är fettlösliga. Receptorerna aktiveras när tyreoideahormonerna binds dit, varpå de reglerar transkriptionen av DNA i cellkärnorna, celldifferentiering och suppression av celltillväxten. Receptorn påverkar DNA också utan tyreoideahormon, och har olika effekt på DNA om den binder till den med eller utan tyreoideahormoner fäst vid sig. Utan hormon undertrycks transkriptionen, och med hormon aktiveras den. Mängden tyreoideahormoner som sköldkörteln tillverkar är därför mycket viktigt.
Sköldkörtelhormonreceptorerna binder särskilt trijodtyronin (T3) till sig, men även tyroxin (T4) och det biologiskt inaktiva rT3 som liknar T3.
Det finns två huvudtyper sköldkörtelhormonreceptorer hos landryggradsdjur, alfa och beta. Dessa består båda av vardera två undertyper, alfa1-, alfa2-, beta1- och beta2-sköldkörtelhormonreceptorer. Det senare av dessa, beta2-receptorerna, finns nästan bara i hypotalamus, adenohypofysen och i örat. De övriga förekommer i nästan alla vävnader i kroppen. Alfa1-isoformen är den första som utvecklas under fosterstadiet, medan betareceptorerna utvecklas mycket hastigt direkt efter födseln och är av betydelse för utvecklingen av medvetandet och hjärnans utveckling. 
Vid tyreoideahormonresistens, en genetisk sjukdom, finns en resistens mot ligandbindningen vid receptorerna. De drabbade barnen har struma, förhöjda värden av TSH, T3 och T4, och ungefär hälften får diagnosen ADHD.